# Lido Beach
Lido Beach è un Census-designated place statunitense nella contea di Nassau, stato di New York.